# Burgstall (Saxônia-Anhalt)
Burgstall é um município da Alemanha, situado no distrito de Börde, no estado de Saxônia-Anhalt. Tem 116,43 km² de área, e sua população em 2019 foi estimada em 1.506 habitantes.